# Concursul Muzical Eurovision 1989
Eurovision 1989 a fost a treizeci și patra ediție a concursului muzical Eurovision. A câștigat formația Riva, reprezentantă a Iugoslaviei. 